# 千の花 千の空
「千の花 千の空」（せんのはな せんのそら）は、2005年10月 - 11月に、NHKの音楽番組『みんなのうた』で放送された楽曲。作詞：かの香織・清田まなみ、作曲：植松伸夫、編曲・歌：清田まなみ。